# ایوانز (واشینگتن)
ایوانز (به انگلیسی: Evans) یک منطقهٔ مسکونی در ایالات متحده آمریکا است که در شهرستان استیونز، واشینگتن واقع شده‌است. ایوانز ۴۰۲٫۰۴ متر بالاتر از سطح دریا واقع شده‌ است.